# Первый проект отчёта о EDVAC
Первый проект отчёта о EDVAC (англ.: First Draft of a Report on the EDVAC, часто сокращённо First Draft — Первый проект) — незаконченный 101-страничный документ, написанный Джоном фон Нейманом и распространённый 30 июня 1945 года Германом Голдстайном, куратором со стороны Армии США проектов ЭНИАК и EDVAC. В документе впервые опубликовано описание логического устройства вычислительной машины с хранимой в памяти программой. Эта концепция в дальнейшем стала известна как «архитектура фон Неймана».

## История

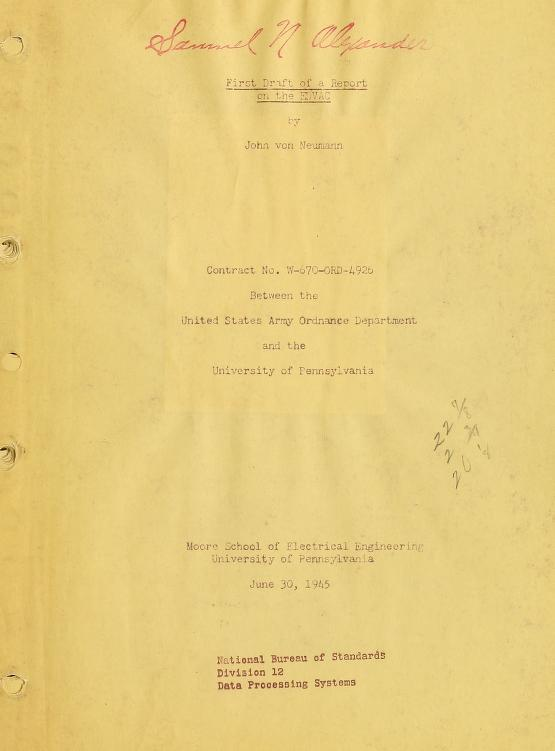
Первая страница отпечатанной копии «Первого отчета по EDVAC»

Джон фон Нейман стал консультантом по проекту ЭНИАК в сентябре 1944 года. Понимая несовершенство первой в мире электронной вычислительной машины, фон Нейман обсуждал с участниками проекта ЭНИАК более совершенную машину под названием EDVAC. В конце 1944 года фон Нейману удалось получить финансирование от Армии США на исследовательские работы по проекту EDVAC. Согласно правилам исследовательская группа должна была каждые полгода предоставлять отчёт о проделанной работе. Фон Нейман сделал набросок первого отчёта во время своей поездки в Лос-Аламос, где он тоже был консультантом по Манхэттенскому проекту. Свою рукопись фон Нейман переслал по почте в Филадельфию Герману Голдстайну — куратору проектов ЭНИАК и EDVAC со стороны Армии США. Голдстайн высоко оценил научное значение рукописи, отпечатал его в нескольких экземплярах и распространил среди научного сообщества.
Титульный лист «Первого проекта отчета» выглядит так:
First Draft of a Report on the EDVAC

by John von Neumann,

Contract No. W-670-ORD-4926,

Between the United States Army Ordinance Department

and the University of Pennsylvania Moore School of Electrical Engineering

University of Pennsylvania

June 30, 1945
Несмотря на то, что на титульном листе значится дата «30 июня 1945 года», 24 копии «Первого проекта» были розданы лицам, имевшим тесное отношение к проекту EDVAC, пять дней до этого — 25 июня 1945 года. Отчет вызвал такой интерес, что его копии в дальнейшем были разосланы по всему миру; Морис Уилкс из Кембриджского университета (Великобритания), например, считает, что именно восторг от Отчета заставил его приехать в США в Институт Мура и посетить знаменитые лекции, проводившиеся летом 1946 года.
В Отчете фон Нейман излагает только логическую структуру компьютера, намеренно не вдаваясь в детали его технического устройства. Предполагалось, что формальное научное описание позволит построить компьютер на любой базе — будь то электронные компоненты или биологические. В дальнейшем, работая над IAS-машиной, фон Нейман и его команда инженеров представила целый ряд научных публикаций, где подробно описывалось техническое описание устройства вычислительной машины.

## Спорные моменты
Несмотря на то, что «Первый проект отчета» не предназначался для публикации, его широкое распространение считалось публикацией в юридическом смысле. Это привело к конфликтам между участниками проекта EDVAC: Джоном Преспером Экертом и Джоном Уильямом Мокли с одной стороны и Голдстайном и фон Нейманом — с другой. Тому было две причины: во-первых, публикация отчёта привела к тому, что создатели EDVAC теряли право запатентовать свои идеи; во-вторых, ключевая идея хранимой в памяти программы была плодом дискуссий всего коллектива создателей ЭНИАК и EDVAC ещё до того, как фон Нейман стал консультантом по этим проектам, а на титульном листе Отчета значилось только имя фон Неймана, создавая впечатление, что именно фон Нейман является автором всех идей в нём изложенных.

## Дальнейшая судьба документа
До настоящего времени сохранилось несколько копий первых отпечатанных экземпляров Отчета. Один из них хранится в музее Института Мура.
При перепечатке с рукописи машинисткой были пропущены символы математической нотации, которые затем были вписаны в копии от руки. При этом было допущено несколько опечаток, а экземпляры с этими опечатками были использованы для создания дальнейших перепечаток с накапливавшимися ошибками, которые затем перекочевали в печатные издания Отчета.
В середине 1946 года фон Нейман покинул проект EDVAC для того, чтобы возглавить свой проект по созданию электронного компьютера — IAS-машины в Принстонском университете. Из-за этого реальный EDVAC, завершённый оставшимися инженерами Института Мура, отличается от того, что описан в Первом проекте отчёта. Так как EDVAC строился на деньги военного ведомства и был засекречен (точно так же, как ЭНИАК в своё время), многие, не видя реальной машины, судили об EDVAСе по отчёту фон Неймана, который получил широкое распространение. Из-за этого в исторической литературе возникла путаница с ключевыми характеристиками компьютера.